# پراوجسکا
پراوجسکا (به لهستانی:  Prawdziska) یک روستا در لهستان است که در گمینا کالینووو واقع شده‌است.